# Brice Teinturier
Ne doit pas être confondu avec Brice Couturier.
Pour les articles homonymes, voir Teinturier.
Brice Teinturier, né le 26 février 1963 à Clermont-Ferrand (Puy-de-Dôme), est un analyste politique français. 
Il est directeur général délégué de l'institut de sondages Ipsos depuis 2010.

## Biographie

### Jeunesse et études
Il est le fils du professeur Pierre Teinturier, ancien chef de service de chirurgie orthopédique, pionnier dans la prothèse de hanche[réf. nécessaire]. Il est diplômé de l'Institut d'études politiques de Paris (1987), ainsi que titulaire d'un DEA ès études politiques (1989).

### Parcours professionnel
Il travaille successivement pour différents instituts de sondages.
De 1987 à 1989, il est chargé d’études qualitatives chez Diagnostic Communication, puis chez Louis Harris jusqu'en 1990. De 1990 à 1996, il travaille chez l'IFOP comme directeur d’études, puis comme directeur du département « Politique et opinion ».
En 1997, il rejoint TNS Sofres. Jusqu'en 2002, il est directeur adjoint du département « Politique & opinion ». En 2004, il devient directeur de ce département et membre du comité de direction. De 2005 à 2010, il est aussi directeur général adjoint de TNS Sofres.
En 2010, il devient directeur général délégué d'Ipsos.
De 2003 à 2010[réf. souhaitée], il enseigne dans le master de communication politique et sociale de Paris 1. Depuis septembre 2007, il enseigne à l'école de communication de l'Institut d'études politiques de Paris (Sciences-Po).

### Vie privée
Il est père de six enfants. Marié à Camille Saint Paul, directrice et fondatrice de l’entreprise 5ème rue, décédée d’un cancer du sein en octobre 2023.

## Médias
Brice Teinturier est souvent invité dans les médias français, notamment dans l'émission C dans l'air sur France 5.

## Publications
Avec notamment Pascal Perrineau et Olivier Duhamel, Brice Teinturier est l'auteur des livraisons annuelles de L'état de l'opinion de l'institut de sondages TNS Sofres entre 2005 et 2010.
- Olivier Duhamel et Brice Teinturier, L'état de l'opinion de SOFRES, Éditions du Seuil, 11 mars 2005, 317 p. (ISBN 978-2-02-057370-2)
- Olivier Duhamel, Brice Teinturier, Emmanuel Rivière et Sylvain Brouard, L'état de l'opinion, Éditions du Seuil, 2 mars 2006, 345 p. (ISBN 978-2-02-057371-9)
- Yael Azoulay, Pascal Perrineau, Brice Teinturier et collectif, Qui choisir ? : Présidentielle 2007, Paris, éditions Philippe Rey, 1er mars 2007, 285 p. (ISBN 978-2-84876-089-6)
- Olivier Duhamel et Brice Teinturier, L'état de l'opinion de TNS SOFRES, Éditions du Seuil, 20 mars 2008, 268 p. (ISBN 978-2-02-092827-4)
- Olivier Duhamel, Brice Teinturier et TNS SOFRES, L'État de l'opinion, Éditions du Seuil, 5 mars 2009, 262 p. (ISBN 978-2-02-092828-1)
- Olivier Duhamel, Brice Teinturier et collectif, L'état de l'opinion de TNS SOFRES, éditions du Seuil, 4 mars 2010, 250 p. (ISBN 978-2-02-092829-8)
- Brice Teinturier, « Plus rien à faire, plus rien à foutre » La vraie crise de la démocratie, Robert Laffont, 23 février 2017, 198 p. (ISBN 978-2-221-19866-7 et 2-221-19866-2) Prix du livre politique 2017